# TopNotch
TopNotch est un label discographique néerlandais de  hip-hop. Le label est fondé en 1995, et dirigé par Kees de Koning. 
Après un succès commercial (avec des artistes et groupes de rap tels que De Jeugd van Tegenwoordig, The Opposites, Def Rhymz, Postmen, et Extince), il collabore avec Virgin EMI Records, et possède, depuis 2004, un accord de marketing et de distribution avec PIAS Entertainment Group. Il signe des auteurs-interprètes néerlandais tels que Lucky Fonz III (en), et signe, en 2009, un accord de distribution et de marketing avec Universal Music Group. Bien accueilli en 2009 dans la catégorie de « label hip-hop néerlandais de haute qualité », il se focalise sur d'autres genres musicaux.

## Histoire
Le fondateur du label, Kees de Koning, est un ancien critique musical et manager d'Anouk. Il est crédité pour avoir su faire connaitre le hip-hop néerlandais grâce à TopNotch, et avec des groupes tels que De Jeugd van Tegenwoordig, Extince, et The Opposites. Initialement, le label, distribuant des musiques qui ne passaient pas automatiquement à la radio, utilise des sites de partages tels que YouTube et Hyves, et d'autres sites comme Instagram et Vine, afin d'attirer l'attention sur ses artistes. TopNotch collabore également dans le marketing avec des sociétés telles que la compagnie d'assurance néerlandaise Centraal Beheer ; cette dernière met une vidéo en ligne présentant Anouk, regardée plus de 2 millions de fois, en août 2013. Après un succès commercial avec Def Rhymz, Postmen, et Extince, le label acquiert une réputation, à tel point que Virgin EMI Records engage de Koning pour devenir A&R et manager du label en 2000. Le succès avec Raymzter et Opgezwolle n'étant pas au rendez-vous, le contrat de de Koning n'est pas renouvelé après quatre ans, et la survie du label est en péril. En 2004, PIAS Entertainment Group signe un accord de distribution et de marketing avec TopNotch, ce qui sauve le label. Après sa restructuration, le label fait paraître des musiques de VSOP, Duvel Duvel, et Kubus. En 2009, le label signe un accord de distribution et de marketing avec Universal Music Group (propriétaires de Virgin EMI) et signe un groupe de gabber punk, Aux Raus (en).
Leur quinzième anniversaire, en 2010, est célébré avec deux jours de festival au Melkweg. Cette même année, le label signe Lucky Fonz III (en), un chanteur néerlandais, afin de s'étendre dans un domaine au-delà du hip-hop qui implique également le chanteur surinamais Damaru ; de Koning signe l'artiste en personne, dont il admire les prestations mensuelles au De Wereld Draait Door. Leur plus gros succès en 2013, est celui de Gers Pardoel, dont la musique Ik neem je mee est décrit comme la meilleure musique néerlandaise jamais créée ; la vidéo de la chanson cumule 15 millions de vue le 15 août 2013, un record aux Pays-Bas.
De Koning lance une autre société en 2006, Good Life, avec Jerry Leembruggen et Ruben Fernhout (les fondateurs de The Partysquad et propriétaires de la société de production F & L Entertainment). Good Life vise à produire des artistes orientés pop et rhythm and blues (comme Wudstik).

## Artistes

### Artistes actuels
- Appa
- Bokoesam
- Damaru[7]
- De Jeugd van Tegenwoordig[4]
- Dio
- Extince[4]
- Gers Pardoel[8]
- Jack Parow[10]
- Lange Frans
- Broederliefde
- MocroManiac
- Jayh
- 3robi
- Lijpe
- Riffi
- SBMG
- Lefties Soul Connection
- Lucky Fonz III[7]
- The Opposites[4]
- Salah Edin[11]
- Typhoon
- U-Niq[12]

### Anciens artistes
- Bilal Wahib[13]
- Cilvaringz[14]
- Def Rhymz[5]
- K-Liber
- Kempi[15]
- Le Le
- Opgezwolle[5]
- Postmen[5]
- Raymzter[5]
- Robert Lee